# Bjørnevatn
Bjørnevatn (Skolt-Samisch: Kuõbǯǯjäuʹrr, Noord-Samisch: Guovžajávri, Kveens: Kruuvakylä)  is een plaats in de Noorse gemeente Sør-Varanger, provincie Finnmark. Bjørnevatn telt 2419 inwoners (2007) en heeft een oppervlakte van 2,12 km².